# Рожнятівська селищна територіальна громада
Рожнятівська селищна громада — територіальна громада в Україні, в Калуському районі Івано-Франківської області. Адміністративний центр — селище Рожнятів.
Площа громади — 171,4 км², населення — 20 277 осіб (2020).

## Населені пункти
У складі громади селище Рожнятів і 9 сіл:
- Вербівка
- Верхній Струтинь
- Камінь
- Нижній Струтинь
- Петранка
- Рівня
- Сваричів
- Слобода-Рівнянська
- Топільське

## Відомі особистості
- Kristonko — українська співачка та блогерка;
- Діма Варварук — український блогер.